# Frank Cali
Francesco Paolo Augusto „Frank“ Calì (* 26. März 1965 in New York City; † 13. März 2019 im Staten Island University Hospital auf Staten Island, ebendort) war ein US-amerikanischer Mafioso und zum Zeitpunkt seiner Ermordung Boss der Gambino-Familie.

## Leben

### Familiärer Hintergrund
Frank Calis Eltern – Augusto Cali und Agata Cesare – stammen aus Palermo auf Sizilien, wo sein  Vater ein Haushaltswarengeschäft betrieb.
Augusto Cali betrieb in Bensonhurst eine Videothek und war ein Partner von Domenico Adamita, der wiederum ein enger Freund und Geschäftspartner des Mafia-Bosses Gaetano Badalamenti war. Badalamenti hatte in den 1980er Jahren die berüchtigte Pizza Connection maßgeblich mitorganisiert. Gegen Augusto Cali wurde trotz dieser Verbindung nie ermittelt, sodass sein Strafregister sauber blieb.
Frank Cali war der Neffe von John, Joseph und Rosario Gambino.

### Kriminelle Karriere
Cali begann seine kriminelle Karriere als Teenager, indem er als Laufbursche für Mafiagrößen wie John D’Amico und John Gotti in der 18th Avenue in Brooklyn arbeitete. In den späten 1990er Jahren wurde Frank zum Capo befördert und stieg, laut Mafia-Experte Jerry Capeci im Oktober 2012 zum Underboss (stellvertretenden Oberhaupt) der Gambino-Familie auf. Zuvor hatte Capeci berichtet, dass Domenico Cefalu der neue Boss der Familie geworden sei. Sowohl Cefalu als auch Cali gehörten zur Sizilianischen Fraktion. Bereits im Juli 2013 sollte letzterer neues Oberhaupt der Familie werden, was er zunächst aber ablehnte. Im August 2015 wurde er es dann doch, nachdem Cefalu, der sich altersbedingt zurückziehen wollte, ihm seinen Posten nochmals angeboten hatte.

### Tod
Am 13. März 2019 wurde Frank Cali vor seinem Haus auf Staten Island von mindestens sechs Schüssen getroffen und danach von einem Pick-up überfahren. Er starb noch am selben Tag im Krankenhaus. Als Täter gilt Anthony Comello, ein Anhänger der QAnon-Bewegung, welcher Cali beschuldigte, Teil einer groß angelegten Verschwörung zu sein. Ein Gericht erklärte ihn im Juni 2020 für verhandlungsunfähig.